# Chrysopa argyrea
Chrysopa argyrea är en insektsart som beskrevs av Navás 1915. Chrysopa argyrea ingår i släktet Chrysopa och familjen guldögonsländor. Inga underarter finns listade i Catalogue of Life.